# Orlęta Radzyń Podlaski
LKS Orlęta-Spomlek Radzyń Podlaski – polski klub piłkarski, założony w 1924 roku w Radzyniu Podlaskim. Występuje w IV lidze, gr. lubelskiej. Ponadto klub posiada drużynę rezerw występującą w bialskiej klasie okręgowej.

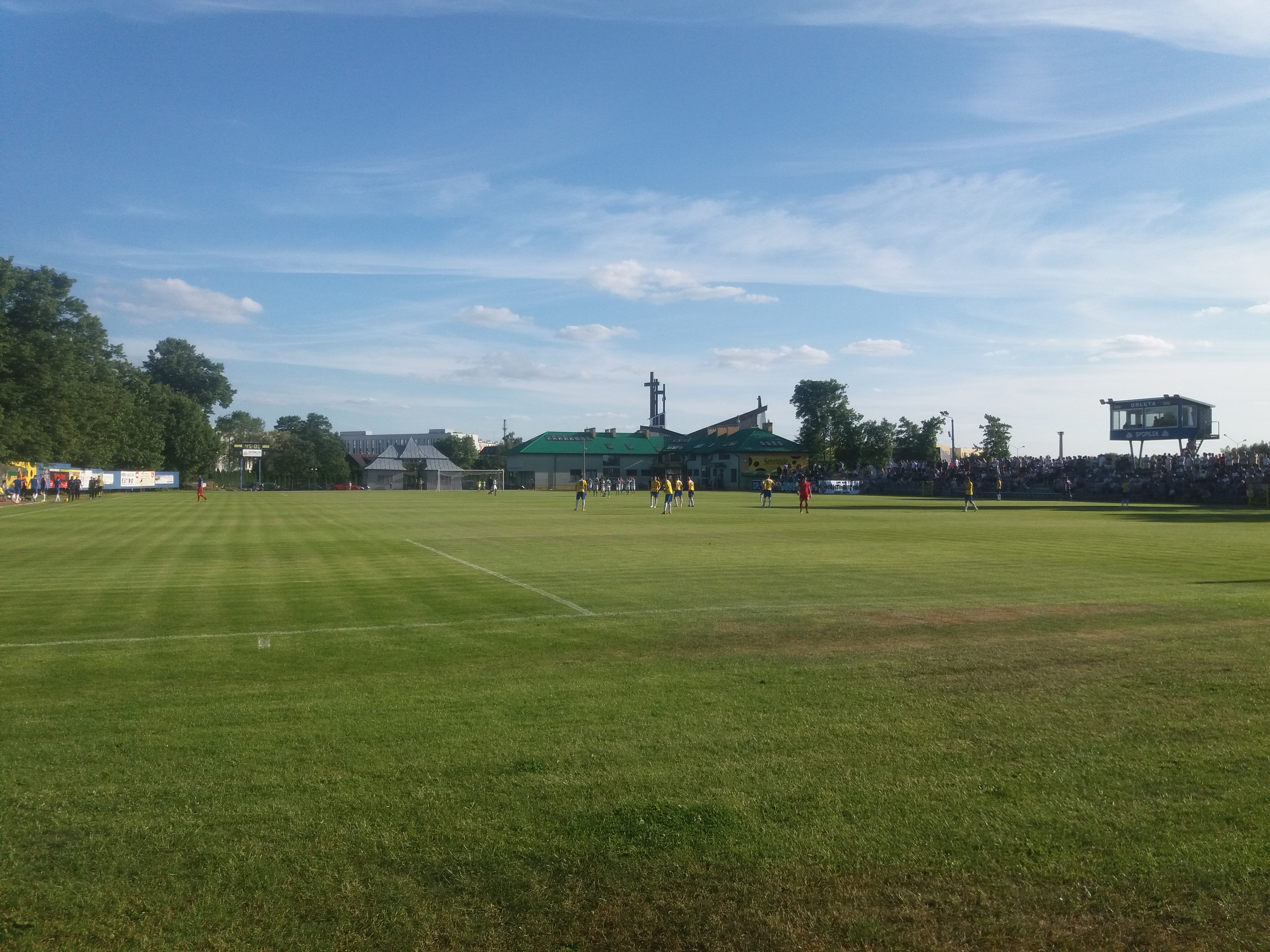
Mecz Orlęta Radzyń Podlaski z Motorem Lublin w 2017 roku

## Sukcesy
- Awans do III ligi: 1. raz w 2006 roku
- Zdobywca Pucharu Polski na szczeblu BOZPN: 12 razy – 2006, 2007, 2012, 2013, 2015, 2016, 2017, 2018, 2019, 2020, 2021, 2024
- Zdobywca Pucharu Polski na szczeblu LZPN: 4 razy – 2006, 2007, 2020, 2021

Orlęta Radzyń Podlaski w sezonie 2011/2012 były blisko awansu do II ligi tracąc do 1. miejsca kilka punktów.

## Ogólne informacje
- Pełna nazwa: Ludowy Klub Sportowy „Orlęta-Spomlek” Radzyń Podlaski
- Adres: ul. Warszawska 77, 21-300 Radzyń Podlaski
- Przydomek: Biało-Zieloni
- Rok założenia: 1924

### Władze klubu[3]
- Prezes: Krzysztof Grochowski
- Wiceprezesi: Grzegorz Bożym, Artur Fijałkowski
- Skarbnik: Jacek Piekutowski
- Sekretarz: Przemysław Kośmider
- Członkowie Zarządu: Zdzisław Janus, Michał Maliszewski
- Członkowie komisji rewizyjnej: Jan Gil (przewodniczący), Wiesław Wawrzaszek, Leszek Kur
- Główny Sponsor: Urząd Miasta Radzyń Podlaski, Spółdzielcza Mleczarnia Spomlek

## Kadra
Stan na 28 sierpnia 2023
| Nr | Poz. | Piłkarz            |
| -- | ---- | ------------------ |
| 1  | BR   | Igor Bartnik       |
|    | BR   | Damian Maksymowicz |
|    | BR   | Igor Belka         |
| 2  | OB   | Cássio Santiago    |
| 3  | OB   | Patryk Szymala     |
| 5  | OB   | Adrian Duchnowski  |
| 25 | OB   | Ihor Krasznewśkyj  |
| 35 | OB   | Jakub Kotko        |
| 87 | OB   | Bartłomiej Matejek |
| 7  | PO   | Przemysław Koszel  |
| 13 | PO   | Piotr Zmorzyński   |
| 14 | PO   | Jan Bożym          |

| Nr | Poz. | Piłkarz             |
| -- | ---- | ------------------- |
| 15 | PO   | Karol Rycaj         |
| 16 | PO   | Arkadiusz Korolczuk |
| 17 | PO   | Patryk Malec        |
| 19 | PO   | Borys Piotrowski    |
| 26 | PO   | Dmytro Janczuk      |
| 28 | PO   | Szymon Wrona        |
| 33 | PO   | Jakub Szczypek      |
|    | PO   | Denys Ośtrowskij    |
|    | PO   | Igor Szczygieł      |
| 11 | NA   | Piotr Kuźma         |
| 32 | NA   | Artur Balicki       |

## Sztab szkoleniowy
Stan na 28 sierpnia 2023
- Trener: Rafał Dudkiewicz
- Trener bramkarzy: Robert Nowacki
- Kierownik drużyny: Edward Pawlina

## Stadion
- Nazwa: Stadion Miejski w Radzyniu Podlaskim
- Wymiary boiska: 105 × 68 m
- Pojemność stadionu: ok. 1500 (1000 miejsc siedzących)

## Ciekawostki
12 października 2024 r. Orlęta na stulecie swojego istnienia rozegrały mecz towarzyski w formule 2x30 minut z Mistrzem Polski Jagiellonią Białystok, który wygrali goście (0:3) po bramkach Petera Kováčika (15', 32') i Jesúsa Imaza (55'). W zespole gospodarzy zagrał gościnnie Tomasz Brzyski.